# Южноазиатский брегмацер
Южноазиатский брегмацер, или обыкновенный брегмацер (лат. Bregmaceros mcllelandi), — вид лучепёрых рыб из рода брегмацеры. Обитает на глубине 2000 м. Этот вид имеет коммерческое значение для рыболовства Индии. Уловы в 2011 году составили 5,25 тыс. тонн.

## Описание
Спинных мягких лучей 57—66. Анальных мягких лучей 58—69, позвонков 52—58. Тело удлинённое, коричневатое, сверху в крапинке, снизу серебристое. Щёки и нижняя часть головы также серебристые. Единственный луч на спине длинный и тонкий, доходящий почти до середины второго спинного плавника. Брюшные плавники расположены перед грудными плавниками. Максимальная длина тела 9,6 см, обычно до 7 см. Питается планктоном.
Распространены в Индийском океане, встречаются только в Аравийском море и Бенгальском заливе.